# Kendé
Ne doit pas être confondu avec Kendié.
Kendé est une localité et une commune rurale du Mali de l'arrondissement central de Kendié, dans le cercle de Kendié et la région de Bandiagara.

## Histoire
En 2023, la commune est soustraite du cercle de Bandiagara et est attachée au cercle de Kendié.

## Population
En 2009, lors du 4e recensement, la commune compte 3 726 habitants.

## Villages
La commune s'étend sur 5 localités relevées lors du recensement général de 2009. 
Les villages les plus peuplés sont :
- Kendé (1 217 habitants)
- Dantiandé (1 125 habitants)
- Toupéré (940 habitants)